# Hall of Fame Tennis Championships 2002 - Qualificazioni singolare
Le qualificazioni del singolare  dell'Hall of Fame Tennis Championships 2002 sono state un torneo di tennis preliminare per accedere alla fase finale della manifestazione. I vincitori dell'ultimo turno sono entrati di diritto nel tabellone principale. In caso di ritiro di uno o più giocatori aventi diritto a questi sono subentrati i lucky loser, ossia i giocatori che hanno perso nell'ultimo turno ma che avevano una classifica più alta rispetto agli altri partecipanti che avevano comunque perso nel turno finale.
Le qualificazioni del torneo Hall of Fame Tennis Championships 2002 prevedevano 32 partecipanti di cui 4 sono entrati nel tabellone principale.

## Teste di serie
1. Jeff Salzenstein (ultimo turno)
2. Ivo Karlović (secondo turno)
3. Christian Vinck (primo turno)
4. Kristian Capalik (ultimo turno)

1. Yves Allegro (Qualificato)
2. Glenn Weiner (ultimo turno)
3. Bo Hodge (ultimo turno)
4. Trace Fielding (secondo turno)

## Qualificati
1. Adam Kennedy
2. Jonathan Erlich

1. Ben Ellwood
2. Yves Allegro

## Tabellone

### Legenda
| - Q = Qualificato - WC = Wild card - LL = Lucky loser | - ALT = Alternate - SE = Special Exempt - PR = Protected Ranking | - w/o = Walkover - r = Ritirato - d = Squalificato |

### Sezione 1
|  | Primo turno        | Primo turno        | Primo turno        | Primo turno | Primo turno |  |  | Secondo turno | Secondo turno      | Secondo turno      | Secondo turno | Secondo turno |   |   | Ultimo turno | Ultimo turno     | Ultimo turno     | Ultimo turno | Ultimo turno |  |
|  |                    |                    |                    |             |             |  |  |               |                    |                    |               |               |   |   |              |                  |                  |              |              |  |
|  |                    |                    |                    |             |             |  |  |               |                    |                    |               |               |   |   |              |                  |                  |              |              |  |
|  |                    |                    |                    |             |             |  |  | 1             | Jeff Salzenstein   | Jeff Salzenstein   | 6             | 7             |   |   |              |                  |                  |              |              |  |
|  | Huntley Montgomery | Huntley Montgomery | Huntley Montgomery | 6           | 6           |  |  |               | Huntley Montgomery | Huntley Montgomery | 1             | 5             |   |   |              |                  |                  |              |              |  |
|  | Brandon Coupe      | Brandon Coupe      | Brandon Coupe      | 1           | 4           |  |  |               |                    |                    |               |               |   |   | 1            | Jeff Salzenstein | Jeff Salzenstein | 65           | 6            |  |
|  | Adam Kennedy       | Adam Kennedy       | Adam Kennedy       | 6           | 7           |  |  |               |                    |                    | Adam Kennedy  | Adam Kennedy  | 7 | 7 |              |                  |                  |              |              |  |
|  | Michael Goldman    | Michael Goldman    | Michael Goldman    | 2           | 5           |  |  |               | Adam Kennedy       | Adam Kennedy       | 7             | 6             |   |   |              |                  |                  |              |              |  |
|  | 8                  | Trace Fielding     | Trace Fielding     | 6           | 6           |  |  | 8             | Trace Fielding     | Trace Fielding     | 6(0)          | 3             |   |   |              |                  |                  |              |              |  |
|  |                    | Shane Stone        | Shane Stone        | 3           | 2           |  |  |               |                    |                    |               |               |   |   |              |                  |                  |              |              |  |

### Sezione 2
|  | Primo turno     | Primo turno     | Primo turno     | Primo turno | Primo turno |  |  | Secondo turno | Secondo turno   | Secondo turno | Secondo turno | Secondo turno |   |   | Ultimo turno | Ultimo turno    | Ultimo turno | Ultimo turno | Ultimo turno |  |
|  |                 |                 |                 |             |             |  |  |               |                 |               |               |               |   |   |              |                 |              |              |              |  |
|  | 2               | Ivo Karlović    | Ivo Karlović    | 7           | 6           |  |  |               |                 |               |               |               |   |   |              |                 |              |              |              |  |
|  |                 | Ryan Russell    | Ryan Russell    | 65          | 1           |  |  | 2             | Ivo Karlović    | 6             | 6             | 69            |   |   |              |                 |              |              |              |  |
|  | Jonathan Erlich | Jonathan Erlich | Jonathan Erlich | 7           | 6           |  |  |               | Jonathan Erlich | 4             | 7             | 7             |   |   |              |                 |              |              |              |  |
|  | Manoj Mahadevan | Manoj Mahadevan | Manoj Mahadevan | 5           | 1           |  |  |               |                 |               |               |               |   |   |              | Jonathan Erlich | 6            | 5            | 6            |  |
|  | Kyle Porter     | Kyle Porter     | 3               | 6           | 7           |  |  |               |                 | 7             | Bo Hodge      | 1             | 7 | 1 |              |                 |              |              |              |  |
|  | Alex Witt       | Alex Witt       | 6               | 1           | 64          |  |  |               | Kyle Porter     | Kyle Porter   | 3             | 4             |   |   |              |                 |              |              |              |  |
|  | 7               | Bo Hodge        | 5               | 6           | 6           |  |  | 7             | Bo Hodge        | Bo Hodge      | 6             | 6             |   |   |              |                 |              |              |              |  |
|  |                 | Steve Berke     | 7               | 4           | 4           |  |  |               |                 |               |               |               |   |   |              |                 |              |              |              |  |

### Sezione 3
|  | Primo turno       | Primo turno        | Primo turno        | Primo turno | Primo turno |  |  | Secondo turno      | Secondo turno      | Secondo turno      | Secondo turno | Secondo turno |   |   | Ultimo turno | Ultimo turno | Ultimo turno | Ultimo turno | Ultimo turno |  |
|  |                   |                    |                    |             |             |  |  |                    |                    |                    |               |               |   |   |              |              |              |              |              |  |
|  |                   | Travis Rettenmaier | Travis Rettenmaier | 6           | 6           |  |  |                    |                    |                    |               |               |   |   |              |              |              |              |              |  |
|  | 3                 | Christian Vinck    | Christian Vinck    | 4           | 4           |  |  | Travis Rettenmaier | Travis Rettenmaier | Travis Rettenmaier | 5             | 2             |   |   |              |              |              |              |              |  |
|  | Ben Ellwood       | Ben Ellwood        | Ben Ellwood        | 7           | 6           |  |  | Ben Ellwood        | Ben Ellwood        | Ben Ellwood        | 7             | 6             |   |   |              |              |              |              |              |  |
|  | Marc Silva        | Marc Silva         | Marc Silva         | 5           | 2           |  |  |                    |                    |                    |               |               |   |   |              | Ben Ellwood  | 64           | 6            | 7            |  |
|  | Laurence Tieleman | Laurence Tieleman  | Laurence Tieleman  | 6           | 6           |  |  |                    |                    | 6                  | Glenn Weiner  | 7             | 3 | 5 |              |              |              |              |              |  |
|  | Keith Gonzalez    | Keith Gonzalez     | Keith Gonzalez     | 2           | 2           |  |  |                    | Laurence Tieleman  | 6(1)               | 6             | 3             |   |   |              |              |              |              |              |  |
|  | 6                 | Glenn Weiner       | Glenn Weiner       | 6           | 6           |  |  | 6                  | Glenn Weiner       | 7                  | 1             | 6             |   |   |              |              |              |              |              |  |
|  |                   | Jarrod Dryer       | Jarrod Dryer       | 1           | 0           |  |  |                    |                    |                    |               |               |   |   |              |              |              |              |              |  |

### Sezione 4
|  | Primo turno     | Primo turno      | Primo turno      | Primo turno | Primo turno |  |  | Secondo turno | Secondo turno    | Secondo turno    | Secondo turno | Secondo turno |   |   | Ultimo turno | Ultimo turno     | Ultimo turno     | Ultimo turno | Ultimo turno |  |
|  |                 |                  |                  |             |             |  |  |               |                  |                  |               |               |   |   |              |                  |                  |              |              |  |
|  | 4               | Kristian Capalik | Kristian Capalik | 6           | 6           |  |  |               |                  |                  |               |               |   |   |              |                  |                  |              |              |  |
|  |                 | Mark Merklein    | Mark Merklein    | 4           | 4           |  |  | 4             | Kristian Capalik | Kristian Capalik | 7             | 6             |   |   |              |                  |                  |              |              |  |
|  | Jonathan Pastel | Jonathan Pastel  | Jonathan Pastel  | 6           | 7           |  |  |               | Jonathan Pastel  | Jonathan Pastel  | 68            | 1             |   |   |              |                  |                  |              |              |  |
|  | Sean Kenney     | Sean Kenney      | Sean Kenney      | 2           | 5           |  |  |               |                  |                  |               |               |   |   | 4            | Kristian Capalik | Kristian Capalik | 5            | 4            |  |
|  | Brendan Evans   | Brendan Evans    | Brendan Evans    | 7           | 7           |  |  |               |                  | 5                | Yves Allegro  | Yves Allegro  | 7 | 6 |              |                  |                  |              |              |  |
|  | Mirko Pehar     | Mirko Pehar      | Mirko Pehar      | 65          | 68          |  |  |               | Brendan Evans    | Brendan Evans    | 1             | 2             |   |   |              |                  |                  |              |              |  |
|  | 5               | Yves Allegro     | Yves Allegro     | 6           | 6           |  |  | 5             | Yves Allegro     | Yves Allegro     | 6             | 6             |   |   |              |                  |                  |              |              |  |
|  |                 | Matt Daly        | Matt Daly        | 0           | 2           |  |  |               |                  |                  |               |               |   |   |              |                  |                  |              |              |  |